# Peter Ebdon
Peter David Ebdon, född 27 augusti 1970 i Islington, London, är en engelsk före detta professionell snookerspelare. Han var professionell mellan 1991 och 2020. Ebdon vann nio rankingtitlar, den första 1993. År 2002 vann han VM i snooker. Han var därtill i VM-final 1996 och 2006. Hans högsta ranking i snookerns världsranking var som trea, säsongerna 1996/1997 och 2002/2003.

## Karriär
Ebdon blev proffs 1991 och steg snabbt på rankinglistan. Bland annat blev han 1992 den andre spelaren i historien att åstadkomma två maximumbreak inom officiella tävlingssammanhang. Han vann sin första rankingtitel, Grand Prix, 1993, och gick till final i VM 1996, där han föll mot Stephen Hendry.
Ebdons höjdpunkt i karriären var när han i 2002 års VM fick revansch på Stephen Hendry i VM-finalen, och vann med 18-17, en av de mest spännande VM-finalerna i historien. Efter det låg Ebdon stadigt bland topp-16 på rankingen, han hade bland annat ett starkt 2006 då han åter gick till final i VM (förlust mot Graeme Dott), och senare på hösten vann UK Championship, den näst mest prestigefyllda rankingtiteln inom snookern.
Ebdon hade en usel inledning på säsongen 2008/09, och vann bara sammanlagt två matcher i de rankingturneringar som spelades hösten 2008. I april 2009 vann han dock China Open, hans första turneringsvinst på över två år, och befäste därmed sin plats bland topp-16 på världsrankingen. 2012 vann han China Open för andra gången. Han spelade sin sista rankingfinal 2018 i Paul Hunter Classic mot Kyren Wilson, mot vilken han förlorade med 4–2. Hans sista rankingturnering var German Masters 2019.
Ebdons spelstil var mycket fokuserad och han tog ofta lång tid på sig inför en stöt – något som han ibland fick kritik för. Han kunde dock även underhålla publiken med riktiga konststötar från oväntade lägen. Under sina första år på touren fick han en del kritik för att han firade sina segrar alltför vilt och högljutt, men detta ändrade han på.
Ebdon var, tillsammans med Mark Williams, ett av få snookerproffs som är färgblinda. I en match mot Simon Bedford 2008 års Grand Prix sänkte Ebdon den bruna bollen i tron att den var en röd. Han vann dock det aktuella framet och matchen.
Ebdon var styrelsemedlem av biljard- och snookerförbundet WPBSA från 2004 till 2009.
Den 30 april 2020 meddelade Ebdon att han avslutar sin karriär. Han sade att anledningen är en kronisk nackskada.

## Privatliv
Peter Ebdon var 2005–2009 bosatt i Dubai tillsammans med sin fru Deborah och deras fyra barn. I januari 2009 meddelade Ebdon att paret skulle separera. I juli 2010 gifte han om sig med sin andra fru Nora i Budapest.

## Vinster

### Rankingtitlar
- Grand Prix 1993
- Thailand Open 1997
- British Open 2000
- Scottish Open 2001
- VM 2002
- Irish Masters 2004
- UK Championship 2006
- China Open 2009, 2012

### Övriga titlar
- Irish Masters 1995
- Pontins Professional 1995
- Malta Grand Prix 1995
- Scottish Masters 1996